# 劉季述
劉季述（?—901年），唐昭宗時宦官，左神策護軍中尉劉行深的養子，後接替養父為左神策護軍中尉。
光化三年（900年）十一月，聯合左軍中尉王仲先、樞密使王彥範、薛齊偓等人挾宰相召百官署狀同意，以“廢昏立明”為由，發動宮廷政變，將昭宗及何皇后鎖進少陽院，畫地一件一件列舉昭宗不順他心意的事指責昭宗，從牆穴傳送飲食，迎皇太子李𥙿監國、繼位，以昭宗為太上皇，又殺昭宗所寵愛的宮女、方士、僧道多人，“每夜殺人，晝以十餘車載屍出”。
宰相崔胤謀反正，暗中說服了左神策軍指揮使孫德昭。天復元年（901年）正月孫德昭發兵打敗劉季述，周承诲擒劉季述等，劉季述、王彥範為亂梃所斃，薛齊偓投井自殺，誅其黨二十餘人，昭宗重新復位，詔令太子李𥙿重回東宮。